# Manasseh Ishiaku
Manasseh Ishiaku (Port Harcourt, 9 gennaio 1983) è un ex calciatore nigeriano, di ruolo attaccante.